# Lechenaultia galactites
Lechenaultia galactites är en tvåhjärtbladig växtart som beskrevs av L.W.Sage. Lechenaultia galactites ingår i släktet Lechenaultia och familjen Goodeniaceae. Inga underarter finns listade i Catalogue of Life.